# Nume de familie japoneze
Numele de familie au fost introduse în Japonia în timpul Restaurației Meiji.
Se poate consulta, de asemenea, articolul Nume proprii japoneze.

## Cele mai frecvente - Primele zece
Primele zece, cele mai frecvente nume de familie japoneze, aranjate după frecvența lor sunt,
01. Sato, 

02. Suzuki, 

03. Takahashi, 

04. Tanaka, 

05. Watanabe, 

05. Ito, 

07. Yamamoto, 

08. Nakamura, 

09. Kobayashi și 

10. Kato.

## Ordonare după frecvență - tabel

### Japonia
Oficial, există 291.129 nume de familie japoneze diferite, determinate după utilizarea logografică kanji, deși multe dintre acestea sunt ortografiate și adaptate prin romanizare (alfabetului latin) foarte similar. Cele zece cele mai frecvente nume de familie sunt pentru circa 10% din populație, în timp ce primele 100 nume de familie acoperă circa o treime a locuitorilor Japoniei. 
Prezentul tabel este rezultatul unui studiu realizat ("The National Same Family Name Investigation") de compania de asigurări Meiji Yasuda Life Insurance Company.  Acest studiu a cuprins circa 6.118.000 de clienți ai companiei, a fost încheiat în august 2008 și a fost apoi estimat și extrapolat la întreaga națiune.
| Poziție | Nume   | Romanizare         | Estimare număr de persoane (2008) | Frecvența în populația totală (%) |
| ------- | ------ | ------------------ | --------------------------------- | --------------------------------- |
| 1       | 佐藤   | Satō               | 1,990,000                         | 1.57                              |
| 2       | 鈴木   | Suzuki             | 1,900,000                         | 1.50                              |
| 3       | 高橋   | Takahashi          | 1,470,000                         | 1.16                              |
| 4       | 田中   | Tanaka             | 1,340,000                         | 1.06                              |
| 5       | 渡辺   | Watanabe           | 1,200,000                         | 0.95                              |
| 6       | 伊藤   | Itō                | 1,150,000                         | 0.91                              |
| 7       | 中村   | Nakamura           | 1,080,000                         | 0.85                              |
| 8       | 小林   | Kobayashi          | 1,060,000                         | 0.84                              |
| 9       | 山本   | Yamamoto           | 1,020,000                         | 0.81                              |
| 10      | 加藤   | Katō               | 920,000                           | 0.73                              |
| 11      | 吉田   | Yoshida            | 850,000                           | —                                 |
| 12      | 山田   | Yamada             | 820,000                           | —                                 |
| 13      | 佐々木 | Sasaki             | 710,000                           | —                                 |
| 14      | 山口   | Yamaguchi          | 640,000                           | —                                 |
| 15      | 松本   | Matsumoto          | 630,000                           | —                                 |
| 16      | 井上   | Inoue              | 600,000                           | —                                 |
| 17      | 木村   | Kimura             | 580,000                           | —                                 |
| 18      | 清水   | Shimizu            | 560,000                           | —                                 |
| 19      | 林     | Hayashi            | 550,000                           | —                                 |
| 20      | 斉藤   | Saitō              | 530,000                           | —                                 |
| 21      | 斎藤   | Saitō              | 520,000                           | —                                 |
| 22      | 山崎   | Yamazaki Yamasaki  | 490,000                           | —                                 |
| 23      | 中島   | Nakajima Nakashima | 480,000                           | —                                 |
| 24      | 森     | Mori               | 470,000                           | —                                 |
| 25      | 阿部   | Abe                | 470,000                           | —                                 |
| 26      | 池田   | Ikeda              | 450,000                           | —                                 |
| 27      | 橋本   | Hashimoto          | 450,000                           | —                                 |
| 28      | 石川   | Ishikawa           | 440,000                           | —                                 |
| 29      | 山下   | Yamashita          | 410,000                           | —                                 |
| 30      | 小川   | Ogawa              | 410,000                           | —                                 |
| 31      | 石井   | Ishii              | 400,000                           | —                                 |
| 32      | 長谷川 | Hasegawa           | 390,000                           | —                                 |
| 33      | 後藤   | Gotō               | 390,000                           | —                                 |
| 34      | 岡田   | Okada              | 380,000                           | —                                 |
| 35      | 近藤   | Kondō              | 370,000                           | —                                 |
| 36      | 前田   | Maeda              | 370,000                           | —                                 |
| 37      | 藤田   | Fujita             | 370,000                           | —                                 |
| 38      | 遠藤   | Endō               | 360,000                           | —                                 |
| 39      | 青木   | Aoki               | 350,000                           | —                                 |
| 40      | 坂本   | Sakamoto           | 350,000                           | —                                 |
| 41      | 村上   | Murakami           | 340,000                           | —                                 |
| 42      | 太田   | Ōta                | 320,000                           | —                                 |
| 43      | 金子   | Kaneko             | 310,000                           | —                                 |
| 44      | 藤井   | Fujii              | 310,000                           | —                                 |
| 45      | 福田   | Fukuda             | 300,000                           | —                                 |
| 46      | 西村   | Nishimura          | 300,000                           | —                                 |
| 47      | 三浦   | Miura              | 300,000                           | —                                 |
| 48      | 竹内   | Takeuchi           | 290,000                           | —                                 |
| 49      | 中川   | Nakagawa           | 290,000                           | —                                 |
| 50      | 岡本   | Okamoto            | 290,000                           | —                                 |
| 51      | 松田   | Matsuda            | 290,000                           | —                                 |
| 52      | 原田   | Harada             | 290,000                           | —                                 |
| 53      | 中野   | Nakano             | 290,000                           | —                                 |

| Poziție | Nume | Romanizare        | Estimare număr de persoane (2008) |
| ------- | ---- | ----------------- | --------------------------------- |
| 54      | 小野 | Ono               | 280,000                           |
| 55      | 田村 | Tamura            | 280,000                           |
| 56      | 藤原 | Fujiwara Fujihara | 270,000                           |
| 57      | 中山 | Nakayama          | 270,000                           |
| 58      | 石田 | Ishida            | 270,000                           |
| 59      | 小島 | Kojima            | 260,000                           |
| 60      | 和田 | Wada              | 260,000                           |
| 61      | 森田 | Morita            | 250,000                           |
| 62      | 内田 | Uchida            | 250,000                           |
| 63      | 柴田 | Shibata           | 250,000                           |
| 64      | 酒井 | Sakai             | 240,000                           |
| 65      | 原   | Hara              | 240,000                           |
| 66      | 高木 | Takagi Takaki     | 240,000                           |
| 67      | 横山 | Yokoyama          | 240,000                           |
| 68      | 安藤 | Andō              | 240,000                           |
| 69      | 宮崎 | Miyazaki Miyasaki | 240,000                           |
| 70      | 上田 | Ueda Ueta         | 240,000                           |
| 71      | 島田 | Shimada           | 230,000                           |
| 72      | 工藤 | Kudō              | 230,000                           |
| 73      | 大野 | Ōno               | 220,000                           |
| 74      | 宮本 | Miyamoto          | 220,000                           |
| 75      | 杉山 | Sugiyama          | 220,000                           |
| 76      | 今井 | Imai              | 220,000                           |
| 77      | 丸山 | Maruyama          | 210,000                           |
| 78      | 増田 | Masuda            | 210,000                           |
| 79      | 高田 | Takada Takata     | 210,000                           |
| 80      | 村田 | Murata            | 210,000                           |
| 81      | 平野 | Hirano            | 210,000                           |
| 82      | 大塚 | Ōtsuka            | 210,000                           |
| 83      | 菅原 | Sugawara Sugahara | 210,000                           |
| 84      | 武田 | Takeda Taketa     | 200,000                           |
| 85      | 新井 | Arai              | 200,000                           |
| 86      | 小山 | Koyama Oyama      | 200,000                           |
| 87      | 野口 | Noguchi           | 200,000                           |
| 88      | 桜井 | Sakurai           | 200,000                           |
| 89      | 千葉 | Chiba             | 200,000                           |
| 90      | 岩崎 | Iwasaki           | 200,000                           |
| 91      | 佐野 | Sano              | 200,000                           |
| 92      | 谷口 | Taniguchi         | 200,000                           |
| 93      | 上野 | Ueno              | 200,000                           |
| 94      | 松井 | Matsui            | 190,000                           |
| 95      | 河野 | Kōno Kawano       | 190,000                           |
| 96      | 市川 | Ichikawa          | 190,000                           |
| 97      | 渡部 | Watanabe Watabe   | 190,000                           |
| 98      | 野村 | Nomura            | 180,000                           |
| 99      | 菊地 | Kikuchi           | 180,000                           |
| 100     | 木下 | Kinoshita         | 180,000                           |

## Ordonate alfabetic

### A
- Abe,
- Ando,
- Aoki,
- Arai,

### C
- Chiba,

### E
- Endō,

### F
- Fujii,
- (藤田) Fujita,
- Fukuda,

### G
- Gotō,

### H
- (林) Hayashi

### I
- Ikeda,
- Imai,

(井上) Inoue,
- Ishida,
- (伊藤) Ito,

### K
- (加藤) Kato,
- (木村) Kimura,
- (小林) Kobayashi,
- (近藤) Kondō,
- Koreeda,

### M
- (前田) Maeda (nume de familie)|]],
- (松本) Matsumoto,

### N
- (中村) Nakamura,

### O
- Ogava ,
- (岡田) Okada,
- Okamoto,
- Ono,
- Ōno,
- Ōnu,
- Otsuka,
- Ōta,
- Oyama,

### S
- (斎藤) Saito,
- (佐々木) Sasaki,
- (佐藤) Sato,
- (清水) Shimizu,
- (鈴木) Suzuki,

### T
- (高橋) Takahashi,
- (田中) Tanaka,
- Takeda,
- Taketa,

### U
- Uchida,
- Ueda,
- Uena,
- Ueno,

### W
- (渡辺) Watanabe,

### Y
- (山本) Yamamoto,
- (吉田) Yoshida,
- (山田) Yamada,
- (山口) Yamaguchi,

### A se vedea și
- Nume proprii japoneze
- Ito (dezambiguizare),
- Kato (dezambiguizare),
- Kobayashi (dezambiguizare),
- Nakamura (dezambiguizare),
- Sato (dezambiguizare),
- Suzuki (dezambiguizare),
- Takahashi (dezambiguizare),
- Tanaka (dezambiguizare),
- Watanabe (dezambiguizare) și
- Yamamoto (dezambiguizare)